# ماکوتو هیجیما
ماکوتو هیجیما (ژاپنی: 比江島慎؛ زادهٔ ۱۱ اوت ۱۹۹۰) بازیکن بسکتبال اهل ژاپن است.
وی در مسابقات کشوری و بین‌المللی در مجموع برندهٔ ۲ مدال برنز شده‌است.